# Ida Krone

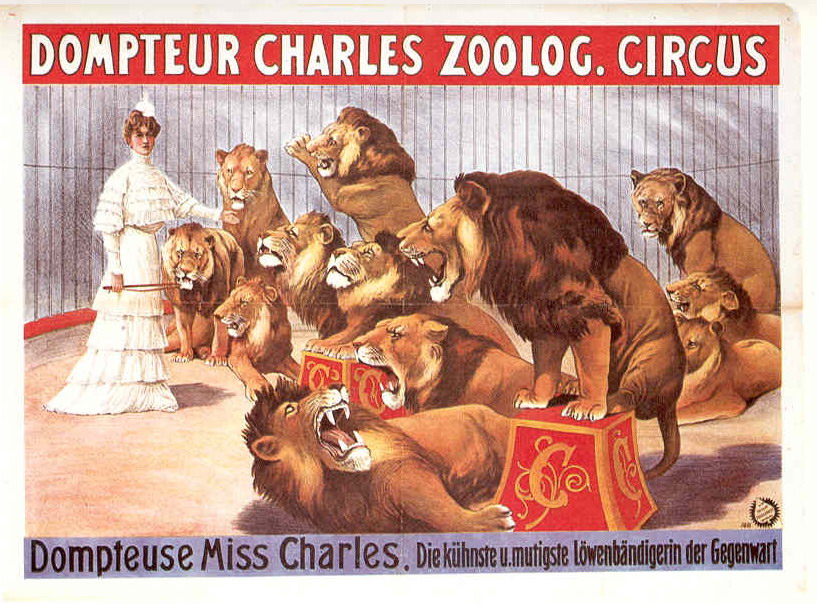
Miss Charles, ca 1905

Ida Krone (artistnamn Miss Charles) född 1879, död 8 april 1957 i München, var en berömd tysk cirkusartist och djurtämjare i början på 1900-talet.

## Biografi
Ida Ahlers föddes 1879 som dotter till cirkusföreståndaren Benoit Ahlers, den 12 jul 1902 gifte hon sig i Koblenz med cirkusdirektören Carl Krone (1870-1943)  som var chef för Circus Krone. Den 15 apr 1915 föddes parets enda barn dottern Frieda
I sep 1902 turnerade cirkusen i Tyskland med start på Oktoberfesten  1904 började Ida med sina rovdjursföreställningar vid cirkusen under artistnamnet "Miss Charles", numret omfattade 24 lejon och huvudattraktionen kallades "Lejonfrukosten". efter makens död ledde hon cirkusen tills dottern och dennes make Carl Sembach-Krone övertog ledningen.
Ida gravsattes den 10 april i familjegraven på Waldfriedhof i München under stor uppvaktning.